# Villotran
Villotran era una comuna francesa que estaba situada en el departamento de Oise, de la región de Alta Francia que el 1 de enero de 2019 pasó a formar parte de la comuna nueva de Les Hauts-Talican como comuna delegada.

## Toponimia
Su nombre ha ido variando a lo largo del tiempo: Villotran en 1225, Villa Otrani (1226), Villautrum (1455), Vilotrein (1593), Vilotran (1892), para ser finalmente como en un principio.

## Geografía
Villotran es una pequeña aldea rural del Pays de Thelle, situada en la parte baja del acantilado denominado Cuesta du Bray, que separa el Pays de Thelle y el  de Bray.

## Demografía
| Gráfica de evolución demográfica de Villotran entre 1800 y 2016 |
|                                                                 |

Los datos demográficos contemplados en este gráfico de la comuna de Mondongo se han cogido de 1800 a 1999 de la página francesa EHESS/Cassini, y los demás datos de la página del INSEE.

## Patrimonio
- Castillo de estilo clásico.
- Iglesia del siglo XVI (Notre-Dame-de-Lorette), que inicialmente fue la capilla del castillo.